# Honey (2003)
Honey ist ein Tanzfilm aus dem Jahr 2003. Regie führte Bille Woodruff. Der Film wurde 2011 unter dem Titel Honey 2 – Lass keinen Move aus fortgesetzt. 2016 entstand Honey 3: Der Beat des Lebens. 2018 erschien eine weitere Fortsetzung mit dem Titel Honey 4: Lebe deinen Traum.

## Handlung
Honey Daniels lebt in New York und träumt von einer Karriere als Tänzerin. Tagsüber arbeitet sie in einem Plattenladen, nachts in New Yorker Tanzclubs. Dazu kommt noch ihr HipHop-Tanzkurs im "Center". Ihre Mutter, die Honeys Begeisterung für das Tanzen eher in Richtung Ballett drängen möchte, teilt Honey ihre Bedenken mit. Honeys aufgedrehte Freundin Gina und der Friseur Chaz stehen jedoch hinter ihr. Als Honey eines Tages von einem Videoregisseur und -produzenten entdeckt wird, scheint sich ihr Traum zu erfüllen. Mit großem Erfolg choreographiert sie nun Musikvideos, bis der Regisseur zudringlich wird und Honey ihm eine Ohrfeige gibt. Daraufhin feuert er sie und bricht ein Musikvideoprojekt mit den Straßenkindern, denen Honey Tanzunterricht gibt, ab. Sie versucht jedoch alleine weiterzumachen und will mit den Einnahmen einer Benefizveranstaltung ein Tanzstudio kaufen, denn inzwischen ist es ihr wichtiger, den Kids aus ihrer Nachbarschaft zu helfen, als Karriere zu machen. Doch die Kundin des Videoproduzenten, eine berühmte Sängerin (Missy Elliott), will nur Honey als Choreographin. Deshalb versucht er sie wieder zurückzuholen, doch sie lehnt ab. Am Ende des Filmes sieht man den Auftritt der Kids auf der Benefizveranstaltung, die ein voller Erfolg ist.

## Hintergrund
Der Film wurde von Universal Studios produziert. Die Produktionskosten beliefen sich geschätzt auf 25 Millionen US-Dollar. Er nahm am Eröffnungswochenende in den USA am 5. Dezember 2003 12.856.040 US-Dollar ein.

## Kritik
„Energetische Musikszenen mit Cameos bekannter HipHop-Stars besitzen Inselcharakter in einer altbackenen Parabel auf Selbstvertrauen und soziales Verantwortungsbewusstsein, die sich jugendlich und sendungsbewusst gibt.“

## Auszeichnungen
Lil’ Romeo war für einen Black Rell Award für Best Breakthrough Performance nominiert. Des Weiteren brachten es der Film und die Schauspieler auf acht Nominierungen bei den Teen Choice Awards 2004, gewonnen wurde jedoch keiner.
Die Deutsche Film- und Medienbewertung FBW in Wiesbaden verlieh dem Film das Prädikat besonders wertvoll.

## Trivia
- Für die weibliche Hauptrolle war ursprünglich die Sängerin Aaliyah vorgesehen, die jedoch 2001 bei einem Flugzeugabsturz verstarb.
- Da Jessica Alba keine Tanzerfahrung hatte, absolvierte sie in den drei Monaten vor Drehbeginn ein intensives Trainingsprogramm mit der Choreographin Laurie Ann Gibson, die im Film selbst Honeys Konkurrentin Katrina spielt.
- Für den Musikvideoproduzenten Bille Woodruff war Honey sein Debüt als Regisseur eines Kinofilms.
- Am 30. Dezember 2003 belegte Honey Platz 3 der Top-Ten-Kinofilme
- Bei einem Budget von 18 Millionen Dollar spielte Honey weltweit über 62 Millionen Dollar ein
- Im Juni 2011 kam mit Honey 2 – Lass keinen Move aus eine Fortsetzung in die deutschen Kinos, in der Vampire-Diaries-Star Katerina Graham die Hauptrolle spielte.
- 2016 wurde Honey 3: Der Beat des Lebens als Direct-to-Video-Produktion veröffentlicht.
- 2018 erschien Honey 4: Lebe deinen Traum direkt auf DVD.

## Ausstrahlung in Deutschland
Der Film wurde als deutsche Free-TV-Premiere am 15. Juni 2006 auf RTL zur Primetime erstausgestrahlt. In der werberelevanten Zielgruppe lag der Marktanteil bei 20,7 Prozent durch 1,48 Millionen Zuschauer. Insgesamt schauten 1,92 Millionen Zuschauer bei 9,1 Prozent Marktanteil zu.

## Soundtrack
1. Missy Elliott – Hurt Sumthin
2. Blaque Ivory – I’m Good
3. Sean Paul – Gimme The Light
4. Erick Sermon (feat. Redman) – React
5. Nate Dogg (feat. Memphis Bleek, Freeway and Young Chris) – Leave Her Alone
6. Mark Ronson – Ooh Wee
7. Tamia – It’s A Party
8. Tweet (feat. Missy Elliott) – Thugman
9. Fabolous – Now Ride
10. Jadakiss & Sheek Louch – J-a-d-a
11. Amerie – Think Of You
12. Goapele – Closer
13. Yolanda Adams – I Believe
14. Shawn Desman – Sexy
15. Clipse – Honey